# 포인팅 벡터

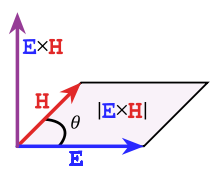

포인팅 벡터(Poynting vector)는 전자기장이 가진 에너지와 운동량을 나타내는 벡터로, 전기장과 자기장의 벡터곱이다.

## 역사
영국의 존 헨리 포인팅(John Henry Poynting)이 1883년에 유도하였다.

## 정의
포인팅 벡터 S는 국제단위계에서 다음과 같다.
{\displaystyle \mathbf {S} ={\frac {1}{\mu _{0}}}\mathbf {E} \times \mathbf {B} }
CGS 단위계에서는 {\displaystyle 1/\mu _{0}} 대신 {\displaystyle c/4\pi }를 쓴다.

## 성질
포인팅 벡터의 크기는 전자기장의 에너지 선속 밀도(energy flux density, 단위 시간 및 단위 면적 당 에너지)의 크기와 같다. 포인팅 벡터의 방향은 에너지가 전달되는 방향과 같으며 항상 전기장 및 자기장과 수직이다.

### 전자기장의 운동량과 각운동량
포인팅 벡터는 전자기장의 에너지뿐만 아니라 운동량 {\displaystyle \mathbf {p} }와 각운동량 {\displaystyle \mathbf {L} }과도 다음과 같이 연관되어 있다.
{\displaystyle \mathbf {p} =\mu _{0}\epsilon _{0}\int _{V}\mathbf {S} d\tau }
{\displaystyle \mathbf {L} =\mathbf {r} \times \mathbf {p} =\mu _{0}\epsilon _{0}\int _{V}(\mathbf {r} \times \mathbf {S} )d\tau }

## 포인팅 정리
포인팅 정리(Poynting's theorem)는 전자기장을 포함한 계에서의 에너지 보존 법칙이다. 즉, 전자기장이 한 일의 양은 전자기장이 잃게 되는 에너지의 양과 같다는 정리다. 식으로 쓰면 다음과 같다.
{\displaystyle {\frac {dW}{dt}}=-{\frac {d}{dt}}\int _{V}{\frac {1}{2}}(\epsilon _{0}E^{2}+{\frac {1}{\mu _{0}}}B^{2})d\tau -{\frac {1}{\mu _{0}}}\oint _{S}(\mathbf {E} \times \mathbf {B} )\cdot d\mathbf {a} }
우변의 첫 번째 적분은 부피 안에 저장된 전자기장의 에너지이며, 두 번째 적분은 표면의 수직 방향의 전자기파로 방출되는 에너지다. 즉, 포인팅 정리에 따르면, 전자기력에 의하여 전하가 받은 일의 양은 전자기장에 저장된 에너지의 양의 감소량과 표면의 수직 방향의 전자기파로 방출되는 에너지량과 같다.
{\displaystyle {\frac {dW}{dt}}={\frac {d}{dt}}\int _{V}u_{mech}d\tau }
{\displaystyle u_{em}={\frac {1}{2}}(\epsilon _{0}E^{2}+{\frac {1}{\mu _{0}}}B^{2})}
역학적 에너지 밀도, 전자기장의 에너지 밀도 식을 이용하여 포인팅 정리 식과 발산정리를 이용하면 포인팅 정리의 미분형을 얻을 수 있다.
{\displaystyle {\frac {\partial }{\partial t}}(u_{mech}+u_{em})=-\nabla \cdot \mathbf {S} }

## 같이 보기
- 파수 벡터